# Jean-Baptiste Dupy
Jean-Baptiste Dupy, né le 23 décembre 1979, est un rameur d'aviron français.

## Palmarès

### Championnats du monde
- 2001 à Lucerne
  -  Médaille d'or en huit poids légers